# Argyrabdera deserti
Argyrabdera deserti là một loài bọ cánh cứng trong họ Scraptiidae. Loài này được J. Sahlberg miêu tả khoa học năm 1913.